# Ivan Frgić
Ivan Frgić, född den 18 juli 1953 i Sombor, Serbien, död 31 oktober 2015, var en jugoslavisk brottare som tog OS-silver i bantamviktsbrottning i den grekisk-romerska klassen 1976 i Montréal.